# 光市
光市（日语：／ Hikari shi */?）是位於日本山口縣東南部的一個市。
日本首任內閣總理大臣伊藤博文出身于該市。

## 人口
| 光市人口分布圖 |                                             |  |
| 光市與日本全國年齡別人口分布比較圖 （2005年資料） | 光市的年齡、男女別人口分布圖 （2005年資料） |  |
| ■紫色是光市 ■綠色是全国 | ■藍色是男性 ■紅色是女性                     |  |
| 光市人口變化 \| 1970年 \| 52,898人 \| \| \| 1975年 \| 56,795人 \| \| \| 1980年 \| 57,905人 \| \| \| 1985年 \| 58,228人 \| \| \| 1990年 \| 56,410人 \| \| \| 1995年 \| 55,408人 \| \| \| 2000年 \| 54,680人 \| \| \| 2005年 \| 53,971人 \| \| \| 2010年 \| 53,004人 \| \| \| 2015年 \| 51,369人 \| \| \| 2020年 \| 49,798人 \| \| |                                             |  |
| 資料來源：日本總務省統計中心提供之人口普查數據 |                                             |  |
| 1970年 | 52,898人                                    |  |
| 1975年 | 56,795人                                    |  |
| 1980年 | 57,905人                                    |  |
| 1985年 | 58,228人                                    |  |
| 1990年 | 56,410人                                    |  |
| 1995年 | 55,408人                                    |  |
| 2000年 | 54,680人                                    |  |
| 2005年 | 53,971人                                    |  |
| 2010年 | 53,004人                                    |  |
| 2015年 | 51,369人                                    |  |
| 2020年 | 49,798人                                    |  |

## 历史
在江戶時代，此地屬於毛利藩的支藩。
在1938年，日本帝國海軍決定在此地建設海軍兵工廠，因此周邊的行政區淺江村、三井村、島田村及光井村便在隔年合併為周南町。1940年，兵工廠被命名為「光海軍工廠」，因此町名也跟著改為現在的名稱－光。
因此，此地便開始以海軍兵工廠為中心開始發展直到二次大戰結束。

### 沿革
- 1889年4月1日：實施町村制，現在的轄區在當時分屬：熊毛郡淺江村、島田村、周防村、三井村、光井村、室積村、岩田村、三輪村、鹽田村、束荷村。[2]
- 1906年1月1日：室積村改制為室積町。
- 1939年4月1日：淺江村、三井村、島田村、光井村合併為周南町。
- 1940年10月1日：周南町改名為光町。
- 1943年4月1日：光町和室積町合併為光市。
- 1943年11月3日：岩田村、三輪村、鹽田村、束荷村合併為大和村。
- 1955年7月1日：光市和周防村合併為新設置的光市。
- 1957年4月10日：光市的大字立野的部分地區被併入大和村。
- 1971年1月15日：大和村改制為大和町。
- 2004年10月4日：光市和大和町合併為新設置的光市。

### 變遷表
| 1889年4月1日 | 1889年 - 1926年           | 1926年 - 1954年                                      | 1926年 - 1954年            | 1955年 - 1989年            | 1989年 - 現在            | 現在                     |
| ------------ | ------------------------- | ---------------------------------------------------- | -------------------------- | -------------------------- | ------------------------ | ------------------------ |
| 淺江村       | 淺江村                    | 1939年4月1日 合併為周南町 1940年10月1日 改名為光町。 | 1943年4月1日 合併為光市    | 1955年7月1日 合併為光市    | 2004年10月4日 合併為光市 | 2004年10月4日 合併為光市 |
| 島田村       |                           | 1939年4月1日 合併為周南町 1940年10月1日 改名為光町。 | 1943年4月1日 合併為光市    | 1955年7月1日 合併為光市    | 2004年10月4日 合併為光市 | 2004年10月4日 合併為光市 |
| 三井村       |                           | 1939年4月1日 合併為周南町 1940年10月1日 改名為光町。 | 1943年4月1日 合併為光市    | 1955年7月1日 合併為光市    | 2004年10月4日 合併為光市 | 2004年10月4日 合併為光市 |
| 光井村       |                           | 1939年4月1日 合併為周南町 1940年10月1日 改名為光町。 | 1943年4月1日 合併為光市    | 1955年7月1日 合併為光市    | 2004年10月4日 合併為光市 | 2004年10月4日 合併為光市 |
| 室積村       | 1906年1月1日 改制為室積町 | 1906年1月1日 改制為室積町                            | 1943年4月1日 合併為光市    | 1955年7月1日 合併為光市    | 2004年10月4日 合併為光市 | 2004年10月4日 合併為光市 |
| 周防村       |                           |                                                      |                            | 1955年7月1日 合併為光市    | 2004年10月4日 合併為光市 | 2004年10月4日 合併為光市 |
| 岩田村       | 岩田村                    | 岩田村                                               | 1943年11月3日 合併為大和村 | 1971年1月15日 改制為大和町 | 2004年10月4日 合併為光市 | 2004年10月4日 合併為光市 |
| 三輪村       |                           |                                                      | 1943年11月3日 合併為大和村 | 1971年1月15日 改制為大和町 | 2004年10月4日 合併為光市 | 2004年10月4日 合併為光市 |
| 鹽田村       |                           |                                                      | 1943年11月3日 合併為大和村 | 1971年1月15日 改制為大和町 | 2004年10月4日 合併為光市 | 2004年10月4日 合併為光市 |
| 束荷村       |                           |                                                      | 1943年11月3日 合併為大和村 | 1971年1月15日 改制為大和町 | 2004年10月4日 合併為光市 | 2004年10月4日 合併為光市 |

## 交通

### 鐵路
- 西日本旅客鐵道
  - 山陽本線：岩田車站 - 島田車站 - 光車站

|  |  |

## 觀光
- 伊藤博文公記念公園（伊藤博文公資料館、伊藤博文公記念館）
- 虹濱海水浴場
- 室積海水浴場
- 石城山（神籠石）
- 冠山總合公園（日本庭園、野營地）
- 室積地區「海商路」
- 松岡洋右記念碑

## 教育

### 高等學校
- 山口縣立光高等學校
- 山口縣立光丘高等學校
- 聖光高等學校

## 姊妹、友好都市

### 日本
- 橫芝光町（千葉縣山武郡）
於1998年4月5日與匝瑳郡光町因同樣名為「光」締結為友好都市；2006年3月27日光町與山武郡橫芝町合併為橫芝光町，兩地漁2008年11月26日繼續締結為友好都市。[3]

## 本地出身之名人
- 伊藤博文：第一任兵庫縣知事、第一任日本內閣總理大臣、首任韓國統監
- 市川正一：二次大戰前的日本共産黨（當時共產黨在日本為非法組織）幹部。
- 市川良子：馬拉松選手，曾代表日本參加1996年夏季奧林匹克運動會和2000年夏季奧林匹克運動會
- いなせ家半七：落語家
- 岩田宙造：律師、曾任司法大臣、貴族院議員
- 國近友昭：馬拉松選手，曾代表日本參加2004年夏季奧林匹克運動會
- 久芳道信：日本畫家
- 小池田マヤ：漫畫家
- 近藤克彥：前第一勸業銀行社長、瑞穗金融集團名譽顧問
- 高下彩：模特兒、2005年日本小姐最上鏡頭獎
- 高村坂彥：曾任德山市長、日本眾議院議員、前外務大臣高村正彦之父
- 高村良嘉：前職業棒球選手
- 玉井喜作：明治時期的記者和探險家
- 難波大助：大政時期的左派人物、虎之門事件的犯人
- 松尾徹人：曾任高知市市長
- 松岡滿壽男：前光市市長、曾任日本眾議院議員、日本參議院議員、日本新黨代表幹事
- 松岡洋右：曾任日本外務大臣、南滿州鐵道副總裁、國際連盟日本代表、二戰甲級戰犯
- 宮本顕治：前日本共産黨議長、曾任日本參議院議員
- 室積光：作家

## 関連項目
- 光市母女殺害事件

## 外部連結
- （日語） 光市政府（页面存档备份，存于）
- OpenStreetMap上有關光市的地理